# گونه (زیست‌شناسی)
در زیست‌شناسی، گونه (به انگلیسی: Species) (‎i‎/ˈspiːʃiːz/‎) واحد اصلی طبقه‌بندی و رتبهٔ آرایه‌شناختی و همچنین واحد تنوع زیستی است. گونه اغلب به عنوان بزرگ‌ترین گروه جاندارانی تعریف می‌شود که در آن هر دو فرد از جنسیت‌ها یا تیپ‌های جفت‌گیری مناسب، به‌طور معمول با تولیدمثل جنسی، می‌توانند فرزندان بارور تولید کنند. روش‌های دیگر تعریف گونه‌ها شامل کاریوتیپ، توالی دی‌ان‌ای، ریخت‌شناسی، رفتار یا کنام بوم‌شناختی آن‌هاست. علاوه بر این، دیرینه‌شناسان از مفهوم زمان‌گونه استفاده می‌کنند، زیرا تولیدمثل فسیلی قابل بررسی نیست. تعداد کل گونه‌های منقرض نشده بین ۸ تا ۸٫۷ میلیون تخمین زده می‌شود. که از این مقدار حدود ۲ میلیون گونه با چشم غیرمسلح دیده می‌شوند که شامل ۱ میلیون جانور و ۳۲۰٬۰۰۰ گیاه و همچنین برخی قارچ‌ها و آغازیان. با این حال کلاً فقط ۱٫۷۵ میلیون گونه شناخته شده و کمتر از ۱۵۰٬۰۰۰ گونه به صورت کامل معرفی و دارای اطلاعات بقا هستند، اکثریت قریب‌به‌اتفاق آن‌ها مطالعه یا مستندسازی نشده‌اند و ممکن است بیش از ۱۰۰۰ سال طول بکشد تا همه آن‌ها فهرست شوند.
به همه گونه‌ها (به جز ویروس‌ها) یک نام علمی دوبخشی داده می‌شود. قسمت اول نام علمی، سرده‌ای است که گونه به آن تعلق دارد. به قسمت دوم، نام خاص یا صفت خاص (در نامگذاری گیاه‌شناسی، همچنین گاهی در نامگذاری جانورشناسی) گفته می‌شود. به عنوان مثال، بوآی کانستریکتور یکی از چهار گونه از سرده بوآ است.
اگرچه تعاریف یادشده ممکن است کافی به نظر برسند، اما وقتی با دقت بیشتری بررسی شوند، مسئلهٔ مفهوم‌گونه نمایان می‌شود. به عنوان مثال، مرزهای بین گونه‌های نزدیک به هم با دورگه‌سازی، در یک گونه مرکب متشکل از صدها ریزگونه مشابه، و در یک گونه حلقه‌ای مبهم می‌شوند. همچنین، در بین جاندارانی که فقط به صورت غیرجنسی تولیدمثل می‌کنند، مفهوم یک گونه مولد از بین می‌رود و هر کلون به‌طور بالقوه یک ریزگونه است. اگرچه هیچ‌یک از این تعاریف کاملاً رضایت‌بخش نیستند، دانشمندان و متخصصان زیست‌شناسی بقا نیاز به تعریفی از گونه دارند که بتواند بدون در نظر گرفتن مشکلات نظری، به آنها امکان کارکردن بدهد. اگر گونه‌ها ثابت و واضحاً متمایز از یکدیگر بودند، مشکلی ایجاد نمی‌شد، اما فرایندهای تکاملی باعث می‌شوند که گونه‌ها به‌طور مداوم تغییر کرده و به تدریج عوض شوند.
گونه در تقسیم‌بندی زیست‌شناختی بعد از سرده قرار دارد. گونه خود نیز به زیرگونه، نژاد یا واریته و نوع تقسیم می‌شود. نژادهای پرورش یافته را رقم می‌نامند. در حدود ۱/۷۵ میلیون گونه توصیف و به‌طور علمی نامگذاری شده‌اند. این تعداد مثلاً شامل ۲۵۱ هزار گونه گیاهی، ۴۲ هزار گونه جانوری مهره‌دار و ۷۵۰ هزار گونه حشرات است. بیش از ۹۹٪ از گونه‌های زیستی که تاکنون بر روی کره زمین زندگی کرده‌اند، منقرض شده‌اند.

## تعریف
زیست‌شناسان و تاکسونومیست‌ها بسیار تلاش کرده‌اند تا تعریفی از گونه داشته باشند. از ریخت‌شناسی تا ژنتیک. تاکسونومیست‌های اولیه مانند لینه چاره‌ای جز توصیف آنچه می‌دیدند نداشتند؛ که بعداً تحت عنوان مفهوم گونهٔ مونه‌شناختی یا ریخت‌شناختی رسمی شد. ارنست مایر بر جدایی تولیدمثلی تأکید کرد، اما آزمایش این مفهوم، مانند سایر مفهوم گونه‌ها، سخت یا حتی غیرممکن است. زیست‌شناسان بعداً سعی کرده‌اند تعریف مایر را با مفاهیم شناسایی و انسجام، اصلاح کنند. بسیاری از مفاهیم بسیار مشابه هستند یا هم‌پوشانی دارند، بنابراین شمارش آنها آسان نیست: زیست‌شناس ر.ل. مایدن حدود ۲۴ مفهوم را ثبت کرد، و فیلسوف علم جان ویلکینز ۲۶ تا را. به علاوه، ویلکینز مفهوم گونه‌ها را در هفت نوع اصلی از مفاهیم گروه‌بندی کرد:
1. agamospecies برای ارگانیسم‌های غیرجنسی
2. زیست‌گونه برای ارگانیسم‌های جنسی که جدایی تولیدمثلی دارند
3. بوم‌گونه بر اساس کنام‌های بوم‌شناختی
4. گونهٔ تکاملی براساس تبار
5. گونهٔ ژنتیکی براساس خزانهٔ ژنی
6. ریخت‌گونه براساس شکل یا فنوتیپ
7. گونهٔ آرایه‌شناختی، گونه‌ای که توسط یک تاکسونومیست تعیین می‌شود.